# Rivière de Crac'h
La rivière de Crac'h, ou de Crach est une ria du Morbihan, en France.

## Géographie
La rivière de Crac'h est une ria, une baie étroite et allongée, partie inférieure de la vallée d'un fleuve côtier envahie par la mer. Elle débute à la limite entre les communes morbihannaises de Carnac et de Crach, au niveau des moulins à marée de Béquerel et de Kerguoc'h, formée par les ruisseaux du Gouyanzeur et de Pont-er-Rui. Elle s'écoule vers le sud, s'élargissant progressivement pour déboucher sur l'océan Atlantique entre la presqu'île de Quiberon et le golfe du Morbihan. À son embouchure, entre la Pointe de Kerbihan (La Trinité-sur-Mer) et la plage de Kernevest (Saint-Philibert), elle mesure 1,016 km de large. Au total, la rivière de Crac'h recouvre un peu plus de 4 km2,.
L'influence de la marée se fait sentir en direction de l'amont jusqu'à 13 km de l'embouchure. Au niveau de celle-ci, le marnage maximal atteint 3,20 m.

### Description
La Rivière de Crac'h est ainsi décrite en 1998 :

« La Rivière de Crach est en fait un estuaire très allongé, qui s'enfonce sur cinq à six kilomètres à l'intérieur des terres. S'élargissant considérablement après le pont de Kerisper, la Crach s'ouvre sur une large baie au fond de laquelle se trouvait le petit chantier naval où a été construit Pen Duick, remplacé par les établissements des ostréiculteurs, avec leurs pontons et leurs bassins dégorgeoirs pour les huîtres. À marée basse, cette baie découvre presque complètement et l'on peut gagner à pied l'île de Cuhan, la seule île de la ria. »

### Le pont de Kerisper
La Rivière de Crac'h n'est franchie que par un seul pont, le pont de Kerisper, qui relie Saint-Philibert à La Trinité-sur-Mer. Le premier pont de Kerisper permettant de franchir la Rivière de Crac'h et de relier La Trinité-sur-Mer à Crac'h et Locmariaquer via Saint-Philibert fut construit entre 1899 et 1901 (sa construction était réclamée par les habitants de la région depuis des décennies). Ce pont était constitué d'arches en pierres à ses deux extrémités, avec un tablier métallique (type Eiffel) de 100 mètres de long et à voie unique dans sa partie centrale. Ce pont fut détruit par les Allemands le 8 août 1944. Le nouveau et actuel pont de Kerisper a été inauguré en 1956 et a connu une rénovation importante en 2009-2010.

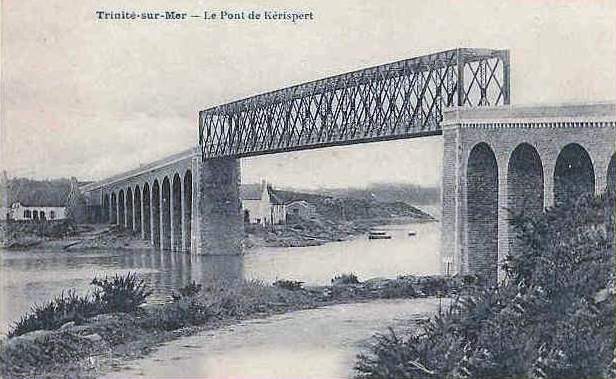
Le premier pont de Kerisper (construit en tre 1899 et 1901 ; détruit en 1944).
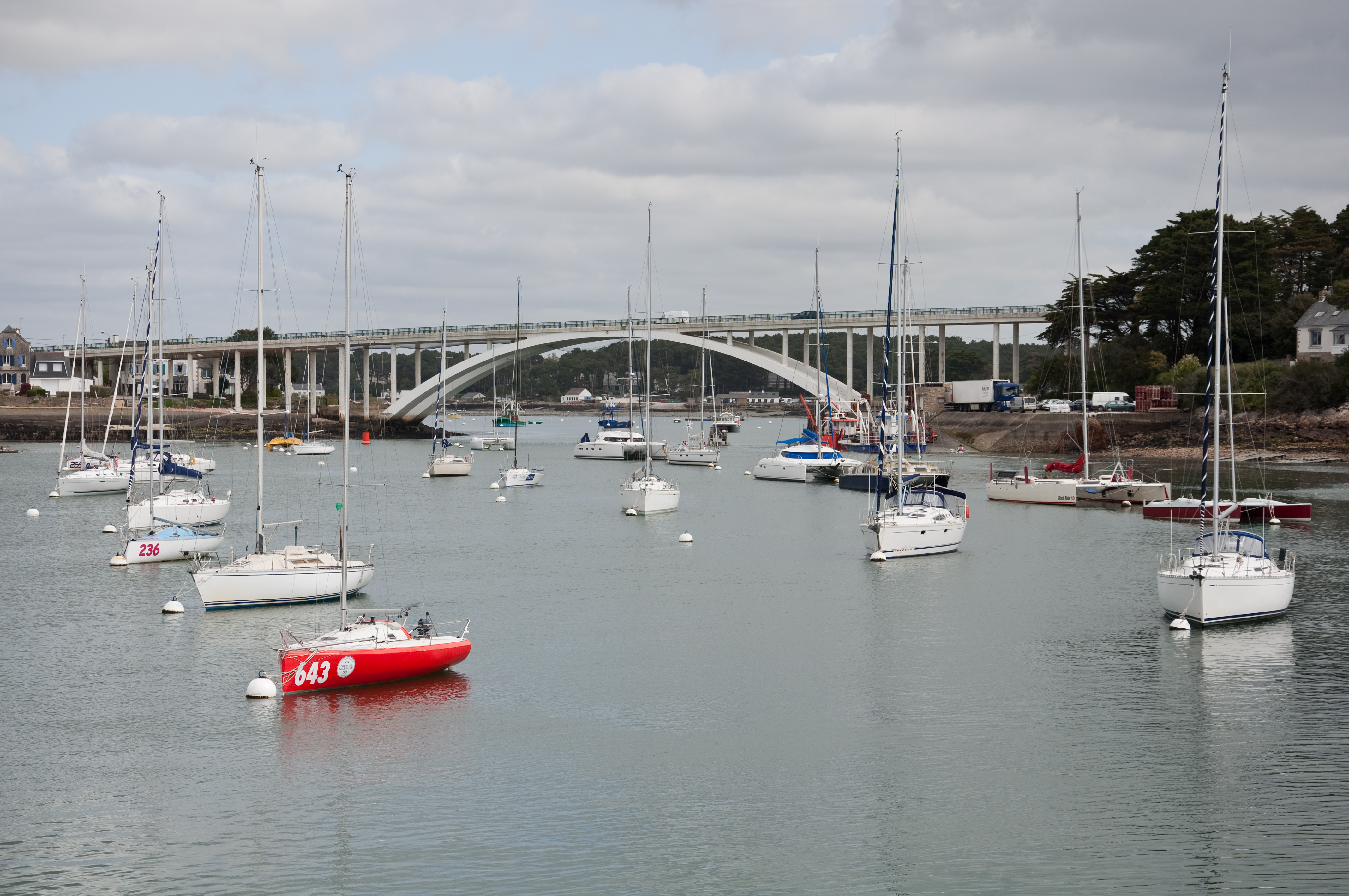
Bateaux amarrés devant le pont de Kerisper, sur la rivière de Crac'h.
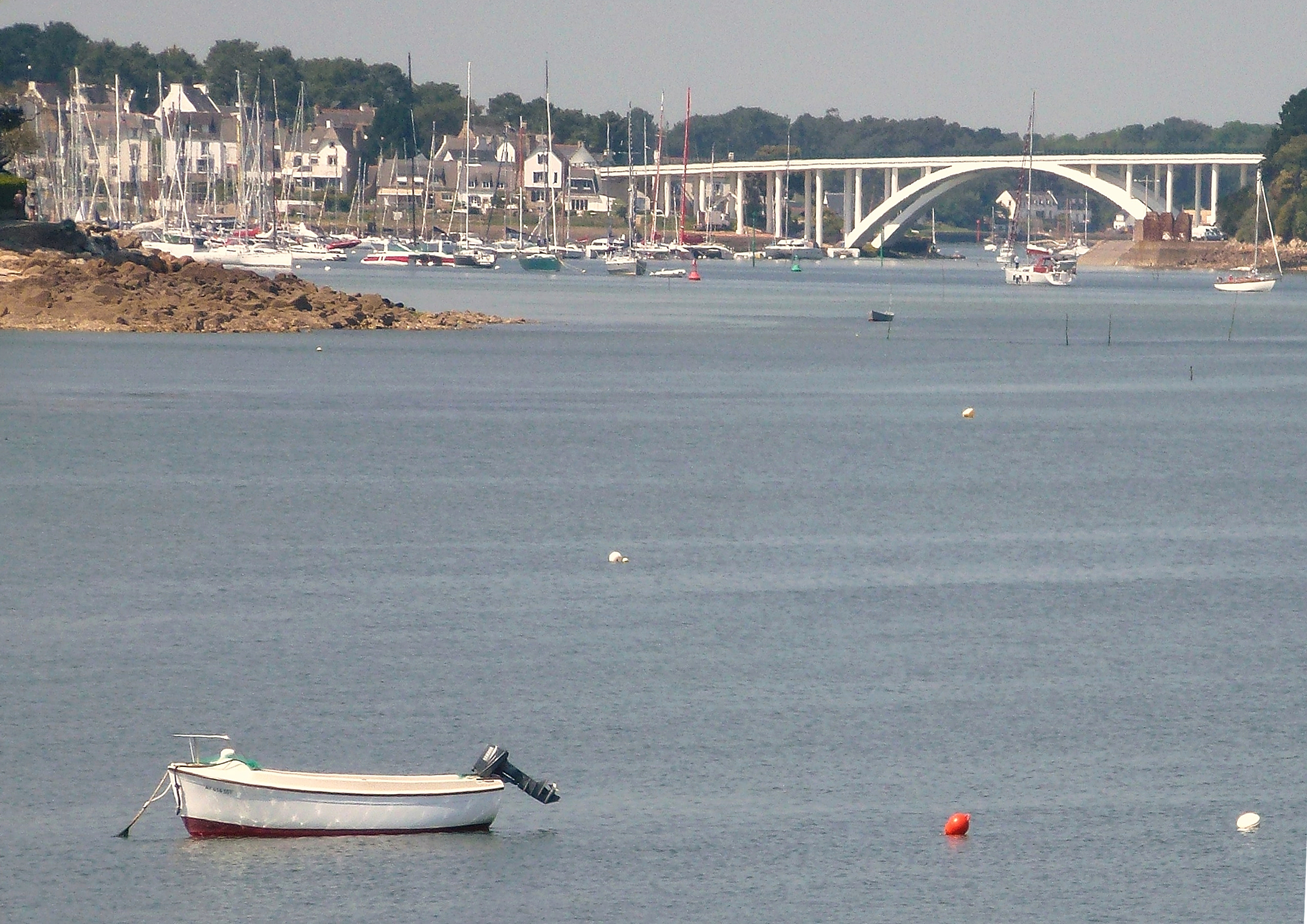
L'actuel pont de Kerisper vu depuis La Trinité-sur-Mer.

## Histoire
En 1719 une frégate espagnole remonta la rivière de Crac'h jusqu'au goulet de la Pierre Jaune, passant par l'étroit chenal entre la vasière de Kervilor et celle entourant l'île de Cuhan.
Dans la partie amont, des marais salants ont été en activité jusqu'à la fin du XIXe siècle en arrière de la digue de Lozerec. Le moulin à marée de Laz a fonctionné jusque dans la décennie 1950.
En aval de la presqu'île de Kerisper, le port de La Trinité était déjà actif au XVIIIe siècle ; des quais y furent aménagés en 1827. Le trafic principalement vers l'Angleterre concernait surtout à l'exportation des pommes de terre et des poteaux de mines, à l'importation du charbon. Mais le port est consacré désormais presque uniquement ( à l'exception de quelques chalutiers et des barges ostréicoles) à la navigation de plaisance : la "Société des Régates" fut créée dès 1879 ; elle est devenue en 1967 la "Société nautique de La Trinité". Ce port peut accueillir près de 1 200 bateaux.
La rivière de Crac'h possède un port de plaisance et de pêche à La Trinité-sur-Mer, ainsi qu'un mouillage à Saint-Philibert (village des Presses).

### L'ostréiculture

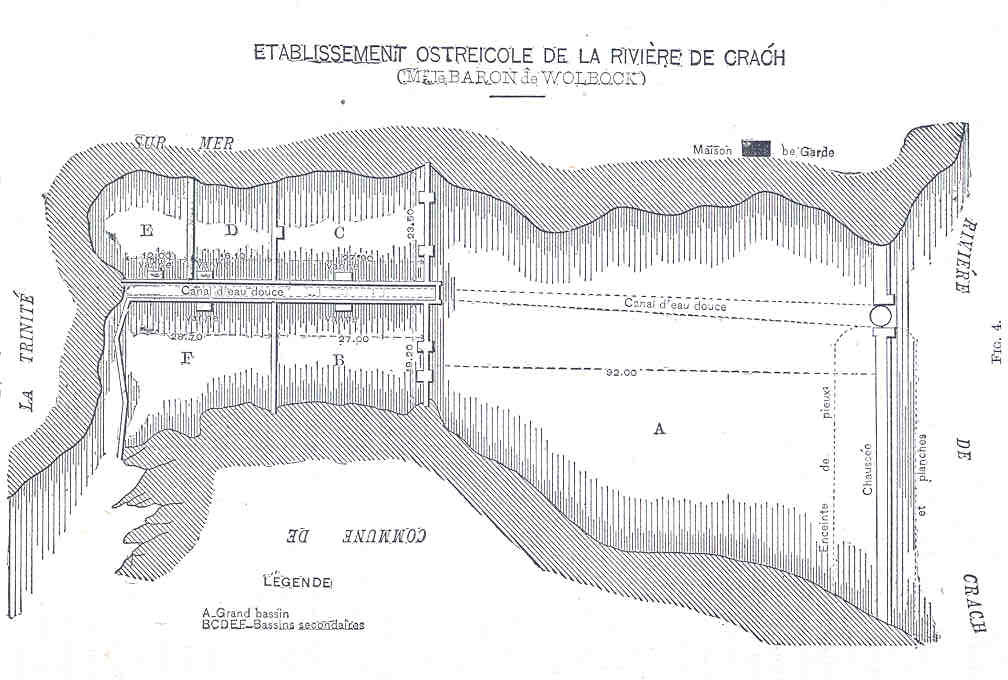
Plan de l'établissement ostréicole de la Rivière de Crach appartenant au baron de Wolbock en 1883.

L'élevage des huîtres est une activité importante depuis la décennie 1870. Auparavant on se contentait de draguer les bancs naturels d'huîtres : le dragage des huîtrières dans les rivières de Crac'h, d'Auray et de Pénerf s'arrêtait le 31 mars.Le baron de Wolbock installe en 1865 ses bassins le long de la Rivière de Crac'h, mais c'est son fils Henry Armand de Wolbock, aussi baron de Wolbock, qui développa par la suite l'ostréiculture. Ses parcs sont ainsi décrits lors de l'Exposition universelle de 1889 : « Ces établissements, situés à Kercado (...) occupent une superficie de 9 ha 97, auxquels peuvent être ajoutés 45 ha de bassins fermés par une digue insubmersible. Ils occupent environ 80 personnes  et contiennent environ 20 millions d'huîtres d'élevage, dont 3 millions sont livrées chaque année à la consommation. Les huîtres, fournies à l'état de naissain par près de 300 000 collecteurs, sont nourries en caisse jusqu'à dix-huit mois, placées dans des claires jusqu'à la quatrième année, engraissées pendant la quatrième et la cinquième année, d'où, dans les bassins, une rotation quinquennale que M. le vicomte de Wolbock considère comme indispensable à la plénitude de l'industrie ostréicole ».
La même source indique que Louis Cornilleau exploite en 1889 quatre parcs dans la Rivière de Crac'h, fondés entre 1862 et 1868 et occupant une superficie totale de 8 ha (il exploite aussi un parc dans la Rivière d'Auray et un autre à l'Île-aux-Moines).